# إل غاتوباردو (فلم)
إل غاتوباردو (بالإيطالية: Il Gattopardo) أو الفهد هو فيلم إيطالي من عام 1963 من إخراج المخرج الإيطالي لوتشينو فيسكونتي مبني على رواية لجوزيبي توماسي دي لامبيدوزا تحمل نفس الاسم.

## وصلات خارجية
- مقالات تستعمل روابط فنية بلا صلة مع ويكي بيانات

1. ↑  "معلومات عن إل غاتوباردو (فيلم) على موقع imdb.com". imdb.com. مؤرشف من الأصل في 2019-05-14.
2. ↑  "معلومات عن إل غاتوباردو (فيلم) على موقع collections.cinematheque.qc.ca". collections.cinematheque.qc.ca. مؤرشف من الأصل في 2019-07-03.
3. ↑  "معلومات عن إل غاتوباردو (فيلم) على موقع allcinema.net". allcinema.net. مؤرشف من الأصل في 2017-07-19.